# Gouverneur-generaal van Brits-Indië

De vlag van de gouverneur-generaal (1885–1947) met de Ster van India en de keizerlijke kroon van India op de Vlag van het Verenigd Koninkrijk.

De gouverneur-generaal van Brits-Indië (officieel in het Engels: Governor-General of the Presidency of Fort William, "gouverneur-generaal van de presidentie van Fort William") was het hoofd van de Britse koloniale regering in Brits-Indië. Het ambt werd in 1773 gecreëerd nadat de East India Company door de Mogolkeizer de divan (recht op belastingheffing) over Bengalen was verleend. De gouverneur had het directe gezag over het fort, maar controleerde ook de rest van het gebied van de Britse Oost-Indische Compagnie in Indië. De gehele macht over Brits-Indië werd hem in 1833 toegekend en de gouverneur van Fort William voerde sindsdien de titel gouverneur-generaal van Indië (Engels: Governor-General of India). Nadat koningin Victoria in 1858 tot keizerin van Indië werd geproclameerd, mocht de gouverneur-generaal zich ook onderkoning van Indië noemen (Engels: Viceroy of India). Hij had de leiding over de Viceroy's Executive Council.
De eerste gouverneur-generaal van Brits-Indië was Warren Hastings, onder wiens gezag de corruptie en zelfverrijking van de koloniale beambten een halt werd toegeroepen. Dankzij Hastings behendige diplomatie wisten de Britten invloed te verkrijgen over de nawab van Avadh, de nizam van Haiderabad en de peshwa van de Maratha's. Zijn opvolger was Lord Cornwallis, die ook in de Amerikaanse Onafhankelijkheidsoorlog heeft gevochten en die in Ghazipur is begraven.
De onderkoning resideerde in Viceroy's House, wat tegenwoordig de residentie is van de president van India.